# Habrolepis dalmanni
Habrolepis dalmanni är en stekelart som först beskrevs av John Obadiah Westwood 1837.  Habrolepis dalmanni ingår i släktet Habrolepis och familjen sköldlussteklar. Arten är reproducerande i Sverige. Inga underarter finns listade i Catalogue of Life.